# Parcijalno uređen skup
Parcijalno uređen skup je skup A kod kojeg postoji relacija (≤) na A za koju vrijedi da je antisimetrična i tranzitivna, tj. ako vrijedi

{\displaystyle x\leq y} i {\displaystyle y\leq x}
onda je
{\displaystyle x=y},
ako je
{\displaystyle x\leq y} i {\displaystyle y\leq z}, 
onda je
{\displaystyle x\leq z}. 
Podskup parcijalno uređenog skupa koji je totalno uređen nazivamo lanac. Element x parcijalno uređenog skupa A je maksimalan ako ne postoji {\displaystyle y\in A} za koji vrijedi da je {\displaystyle x<y}.
Element x parcijalno uređenog skupa A je najveći ako je {\displaystyle y\leq x}, za sve {\displaystyle y\in A}. 
U skupu može biti više maksimalnih, ali samo je jedan najveći element. Najveći element je maksimalan ali nije svaki maksimalan najveći.
Slično definiramo minimalni i najmanji element skupa.
U skupu može biti više minimalnih, ali samo je jedan najmanji element. Najmanji element je minimalan ali nije svaki minimalan najmanji.